# Paizs Csaba
Paizs Csaba (Marosvásárhely, 1969. április 1. –) erdélyi magyar vegyészmérnök, egyetemi tanár, az MTA külső tagja.

## Életútja
1994-ben végzett a BBTE kémia karán,  vegyészmérnöki szakon, ahol 1995-nem  elvégezte a mesterképzést is. Utána ugyanott gyakornok (1995–1998), tanársegéd (1998–1999), adjunktus (1999–2007), docens (2007-2015), egyetemi tanár (2015-től). 2001-ben doktori fokozatot szerzett. 2012-től habilitált doktor és a kémiai doktori iskola tagja (BBTE), 2022-től a Magyar Tudományos Akadémia külső tagja. 
A 2020–2023 periódusban a KAB természettudományi alelnöke volt, majd 2023-ban újraválasztották a következő három évre.

## Munkássága
Kutatási területei: szintetikus kémia, biokémia, biotechnológia, analitikus kémia, biokatalízis, környezettudomány. Finnországban és Németországban is kutatott.
Tudományos tevékenységének eredménye: 4 monográfia (társszerző), 3 könyvfejezet (társszerző, angolul), több mint 80 folyóiratcikk (impaktfaktor ~150, ~950/850 összes/független hivatkozás, h-index: 16, egy szabadalom,  ~60 konferencia-előadás). 
Részletes közleménylisták adatbázisokban:
- Web of Science Paizs Csaba
- Googletudós-profil: Paizs Csaba[

## Díjak
- Oláh György-díj, MTA 2007

## Tudományos tagságok
- Romániai Kémiai Társaság
- Romániai Vegyészmérnöki Társaság
- Erdélyi Magyar Műszaki Tudományos Társaság
- Kolozsvári Akadémiai Bizottság

## Forrás
- Erdélyi magyar ki kicsoda. Nagyvárad: RMDSZ–BMC Kiadó. 2010.   525. o. ISBN 978-973-00725-6-3
- Egyetemi önéletrajz, Online hozzáférés